# Anton Niclas
Anton Niclas (* 1593 in Ofterdingen; † Dezember 1636 in Tübingen) war ein württembergischer Goldarbeiter in Tübingen und 1635–1636 Bürgermeister dieser Stadt.

## Leben
Anton Niclas war ein Sohn von Hans Niclaus aus Ofterdingen. Als Goldschmiedgeselle beantragte er 1614 das Tübinger Bürgerrecht. Dies veranlasste Tübinger Goldschmiedemeister, dagegen zu protestieren, weil es in Tübingen bereits acht Meister wären. Außerdem wären fünf Bürgersöhne, drei Söhne des verstorbenen Goldschmiedmeisters Georg Beck, und zwei weitere Bürgersöhne auf Gesellenwanderschaft. In Tübingen gäbe es nicht genug Arbeit für so viele Goldschmiede. Trotzdem bekam er das Bürgerrecht und er ließ sich nieder. Wegen seiner Armut arbeitete er jedoch nicht als Goldschmied, sondern als Goldarbeiter, d. h., er arbeitete gewöhnlich für andere Goldschmiede wie Christoph Schnierlin und Jacob Heim in Tübingen sowie Johann Kobenhaupt und J. Pfaffenbruch in Stuttgart. 1616 heiratete er Barbara Kepler, eine Tochter von Ludwig Kepler aus Weil der Stadt.
Im Zusammenhang mit einer Betrugsaffäre, in der die meisten Goldschmiede in Württemberg verwickelt waren, wurde auch seine Tätigkeit um 1618 vom Vogt untersucht. Bei dem von Niclas im Auftrag Pfaffenbruchs 1616 angefertigten fürstlichen Rosszeug aus vergoldetem Silber, besetzt mit Amethysten, ergaben sich starke Unregelmäßigkeiten, die zum Teil in der Zunftordnung ausdrücklich verboten waren. Die dafür verwendeten 50 Mark Silber waren unterlötig, d. h. wiesen weniger Feinsilber auf als die in Württemberg vorgeschriebene 18 Lot auf. Der vorgeschriebene Mindestgehalt des Feingoldes von 18 Karat wurde in seinen Erzeugnissen ständig unterschritten. Er hielt sich auch nicht an die Pflicht, seine Erzeugnisse „zur Schau“ (d. h. zur Überprüfung) zu liefern. Für alle diese Vergehen wurde er in Anbetracht seiner Armut zu einer verhältnismäßig milden Strafe von 50 fl und vier Wochen Gefängnis verurteilt.
Diese Vergangenheit war 1635 kein Hindernis, dass Niclas Gerichtsverwandter und Bürgermeister von Tübingen wurde. Bei der Ernennung herrschten nämlich nach der verlorenen Schlacht bei Nördlingen und der Eroberung Württembergs durch die kaiserlichen Truppen, sowie Verschleppung der Pest in Tübingen chaotische Zustände, die zum Aussterben der Hälfte der Bevölkerung führten.
Als Bürgermeister hat sich Niclas offenbar der katholischen Seite verpflichtet. Er vertrat die gleiche Meinung (zusammen mit dem Rest des Bürgerschaft) wie die katholische Obrigkeit (Herzog Eberhard III. war nach Straßburg geflohen), die die Steuerprivilegien der Universität Tübingen einschränken wollte, war also ein Gegner des damaligen Universitätskanzlers Lukas Osiander, der versuchte, die Sonderstellung der Universität bezüglich ihrer Steuerprivilegien aufrechtzuerhalten. Anlässlich einer Verhandlung zwischen der Universität und der Stadt von 1636 behandelte Niclas Osiander „so höhnisch und geuferig“, dass dieser sich genötigt sah, von jeglichem Kirchendienst zurückzutreten.
Niclas war allerdings nur für kurze Zeit Bürgermeister und Gerichtsverwandter, bis zu seinem frühen Tod Ende 1636. Auch er wurde ein Opfer der immer noch wütenden Pest.